# Idsworth
Idsworth är en by i civil parish Rowlands Castle, i distriktet East Hampshire, i grevskapet Hampshire, i England. Byn är belägen 10 km från Petersfield. Idsworth var en civil parish från 1866 till 1932 då den blev en del av Rowlands Castle. Civil parish hade 538 invånare år 1931.